# Sabelliphilus
Sabelliphilus är ett släkte av kräftdjur som beskrevs av Michael Sars 1862. Sabelliphilus ingår i familjen Sabelliphilidae.
Släktet innehåller bara arten Sabelliphilus elongatus.